# 虎牌
タイガー魔法瓶株式会社（英語：Tiger Corporation），又稱虎牌魔法瓶或虎牌，是日本一家跨國經營的真空瓶和消費電子產品製造商及營銷商，其商品包括電熱水壺、熱水飲用器、電水壺和電飯煲。 它在中國大陸、臺灣和美國設有子公司。 其2011年總收入351億日元，員工總人數為600人。

## 沿革
- 1923年，菊池武範在大阪市西区設立一家工廠，並取名為「菊池製作所」，開始生產並販賣自家的產品「虎印魔法瓶」。
- 1936年 ，菊池製作所改組為會社。
- 1943年，當時日本正涉入滿州國與中國的戰爭，該公司的業務被讓渡給戰時設立的「日本魔法瓶統制株式会社」（但該公司遭遇1945年3月的大阪大空襲而被燒光，事業因此停止）。
- 1946年，戰後，菊池製作所在大阪市東成區大今里重新展開事業。
- 1949年，菊池製作所改組為「日新工業株式会社」。
- 1953年，「日新工業株式会社」把商號名稱變更為「虎牌魔法瓶工業株式会社」（英訳：Tiger Vacuum-Bottle Industry Co.,Ltd.）。
- 1955年，新增建築位於大阪市城東區蒲生町的本社・工廠。
- 1963年，搬移至位於大阪府門真市速見町的本社・工廠。
- 1970年，將販賣部門分離出去。九州以外是由「虎牌販賣株式会社」負責，九州則「虎牌物產株式会社」負責。
- 1983年，商號名稱變更為「虎牌魔法瓶株式会社」（Tiger Vacuum Bottle Co.,Ltd.），同時導入CI。
- 1991年，合併「虎牌物產株式会社」。
- 1999年，合併「虎牌販賣株式会社」。
- 2006年 - 發表並開賣日本業界首次將內鍋使用土鍋的IH電飯鍋（「タイガー炊きたて 土鍋釜」）。

## 外部連結
- Global site | TIGER Corporation （页面存档备份，存于） (英語) (日語)